# Hallescher Dom

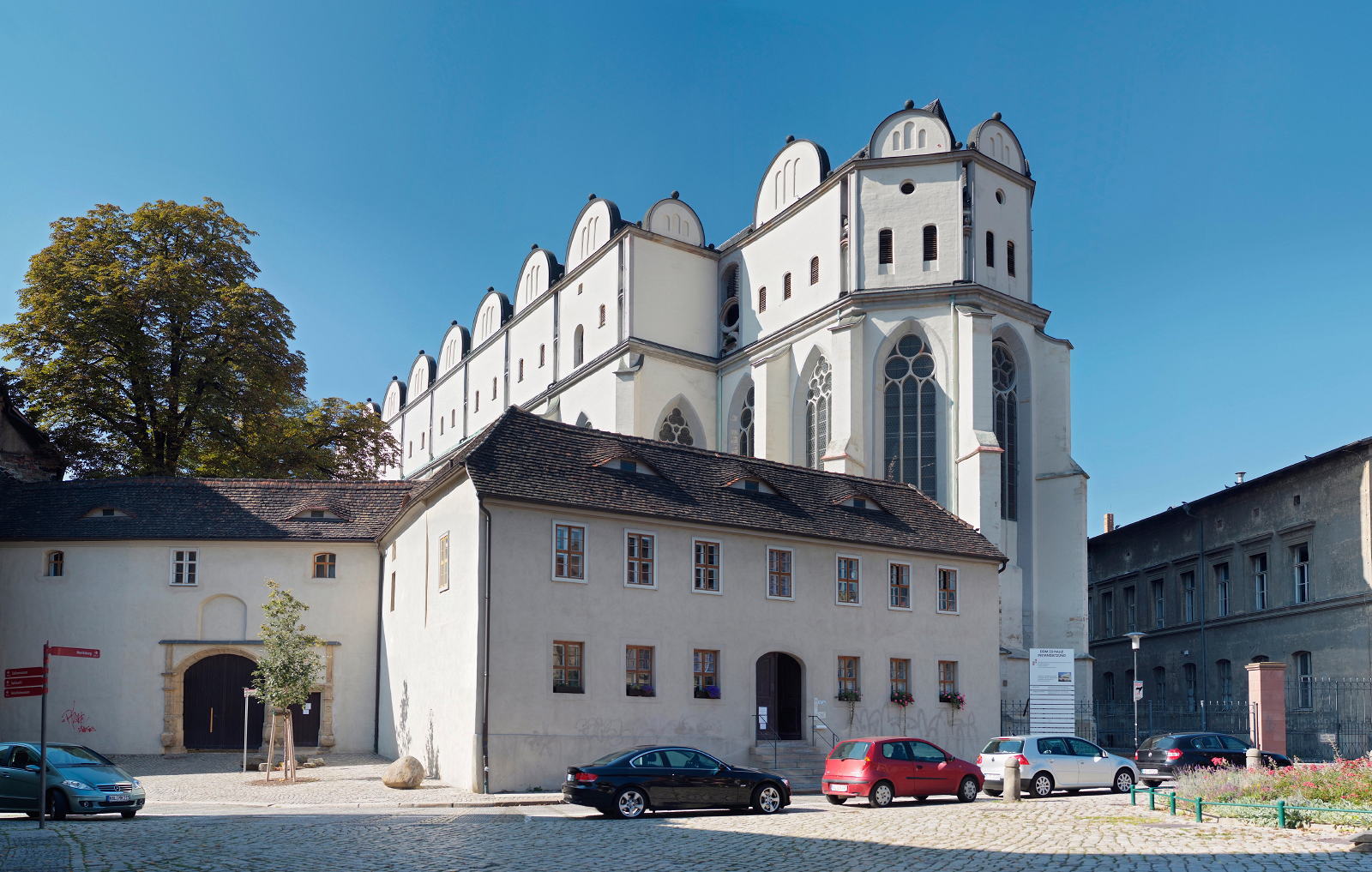
Dom zu Halle, 2009

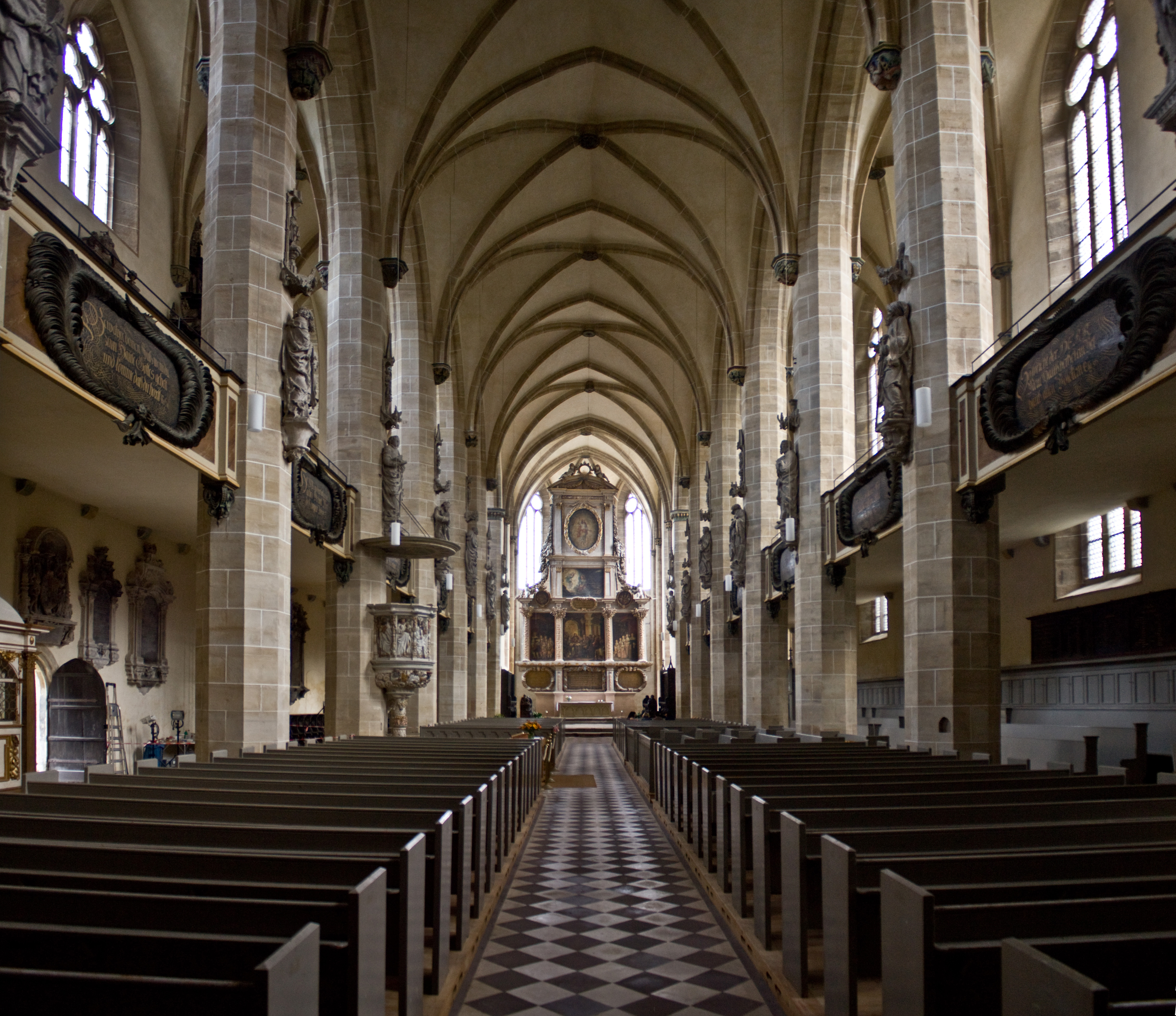
Der Dom von innen

Der Dom zu Halle ist das älteste noch vorhandene Kirchengebäude in der Altstadt von Halle. Hier residierten die Erzbischöfe von Magdeburg für lange Zeit als Landesherren der Stadt. Die Kirche von Kardinal Albrecht von Brandenburg sollte, zusammen mit der nebenan erbauten Neuen Residenz, Teil des einflussreichsten, mächtigsten und repräsentativsten Stifts nördlich der Alpen werden. Der Dom befindet sich im Eigentum der Kulturstiftung Sachsen-Anhalt.

## Geschichte

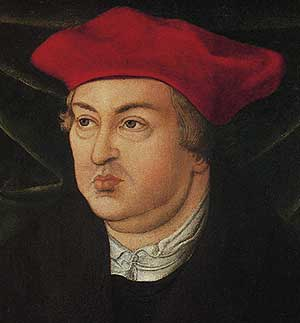
Werkstatt von Lucas Cranach d. Ä., Albrecht von Brandenburg, 1543, Landesmuseum Mainz

Die Kirche war ursprünglich eine vom Bettelorden der Dominikaner 1271 gegründete und um 1330 vollendete Klosterkirche mit dem Patrozinium Sankt Paul zum heiligen Kreuz. Ihren Regeln gemäß verzichteten die Mönche bei ihrer schlichten, dreischiffigen Hallenkirche auf Turm und Querhaus.
Ab etwa 1520 ließ der Magdeburger Erzbischof, Kardinal Albrecht von Brandenburg, die Kirche durch die Bauhütte Bastian Binder äußerlich umgestalten (Giebelkranz vor dem Dach) und schließlich 1523 als Stiftskirche des Magdeburger Erzbistums unter dem Namen „Neues Stift des hl. Moritz und der Seligen Maria Magdalena zum Schweißtuch des Herrn“ neu weihen. Seitdem wurde die Kirche, zunächst nur im Volksmund, „Dom“ genannt. 
Albrecht, der um seinen Seelenfrieden im Himmel fürchtete, sammelte bis zu 20.000 Reliquien. Dieser kostbare Schatz (heute nicht mehr vorhanden) wurde als sogenanntes Hallesches Heilthum bekannt und der damit mittelbar im Zusammenhang stehende Ablasshandel faktisch zum Auslöser der Reformation. Eine heute kaum noch vorstellbare, prächtige Ausstattung schufen ab 1523 unter anderen Matthias Grünewald (Erasmus-Mauritius-Tafel), Lukas Cranach d. Ä.  (Altäre) und Peter Schro (steinerne Bildwerke). Lucas Cranach der Ältere und seine Werkstatt fertigten von 1519 bis 1525 16 Passionsaltäre mit 140 Bildern, wovon sich nur zwei Altäre, einzelne Flügel, Modelle und Zeichnungen erhalten haben.
Durch alle diese Veränderungen der alten Klosterkirche entstand ein Gesamtkunstwerk im Stile der Spätgotik und Frührenaissance. Der rundgiebelige Dom war damals eines der bedeutendsten Sakralbauwerke in Mitteldeutschland und ein eigentümliches Werk der frühen Sächsischen Renaissance. Als Gegner Luthers und wegen seiner hohen Verschuldung sah sich Kardinal Albrecht 1541 gezwungen, Halle und das Kernland der Reformation zu verlassen. Die beweglichen Ausstattungsstücke ließ er nach Aschaffenburg transportieren, wo sie sich bis heute in der Staatsgalerie Aschaffenburg im Schloss Johannisburg befinden.
Seine weltlichen Nachfolger in der Regierung des ehemaligen Bistums nutzten die Kirche als Hof- und Schlosskirche. Der letzte dieser Administratoren, Herzog August von Sachsen-Weißenfels, gab dem Dom ab Mitte des 17. Jahrhunderts mit Emporen und großem Schaualtar ein frühbarockes Aussehen. Nach 1680 wies der Große Kurfürst, Friedrich Wilhelm von Brandenburg, das nun ihm gehörende Gotteshaus den Evangelisch-Reformierten für unbegrenzte Zeit als Gemeindekirche zu. Bei ihnen war 1702/1703 der junge Georg Friedrich Händel als Organist „auf ein Jahr zur Probe“ angestellt. Im Dom wurde 1703 in einem Festgottesdienst die erste Äbtissin des Freiweltlichen adeligen von Jena’schen Fräuleinstifts eingeführt, das von Kanzler Gottfried von Jena mit königlich-preußischer Beurkundung 1702 gegründet wurde. Die Äbtissinnen fanden in der Domkirche ihre letzte Ruhestätte und die anderen Stiftsdamen im Kreuzgang, wenn sie im Jenastift gestorben waren.
1851 ersetzte die Gemeinde die Orgel der Barockzeit durch ein neues Instrument der Firma Friedrich Wilhelm Wäldner und August Ferdinand Wäldner, die Vater und Sohn seit 1847 erbaut hatten. 1883 bis 1896 wurde der Innenraum in der damals üblichen Art einer Regotisierung erneuert. 1957 bis 1959 nahm das Institut für Denkmalpflege im Zeichen großer Materialknappheit eine Renovierung von Außenmauern und Innenraum vor. 1996 begann die Domstiftung Sachsen-Anhalt im Auftrag des Landes, Kirche und angrenzende Gebäude von Grund auf zu sanieren. Diese Arbeiten an der Bausubstanz waren 2005 im Wesentlichen abgeschlossen.

## Beschreibung

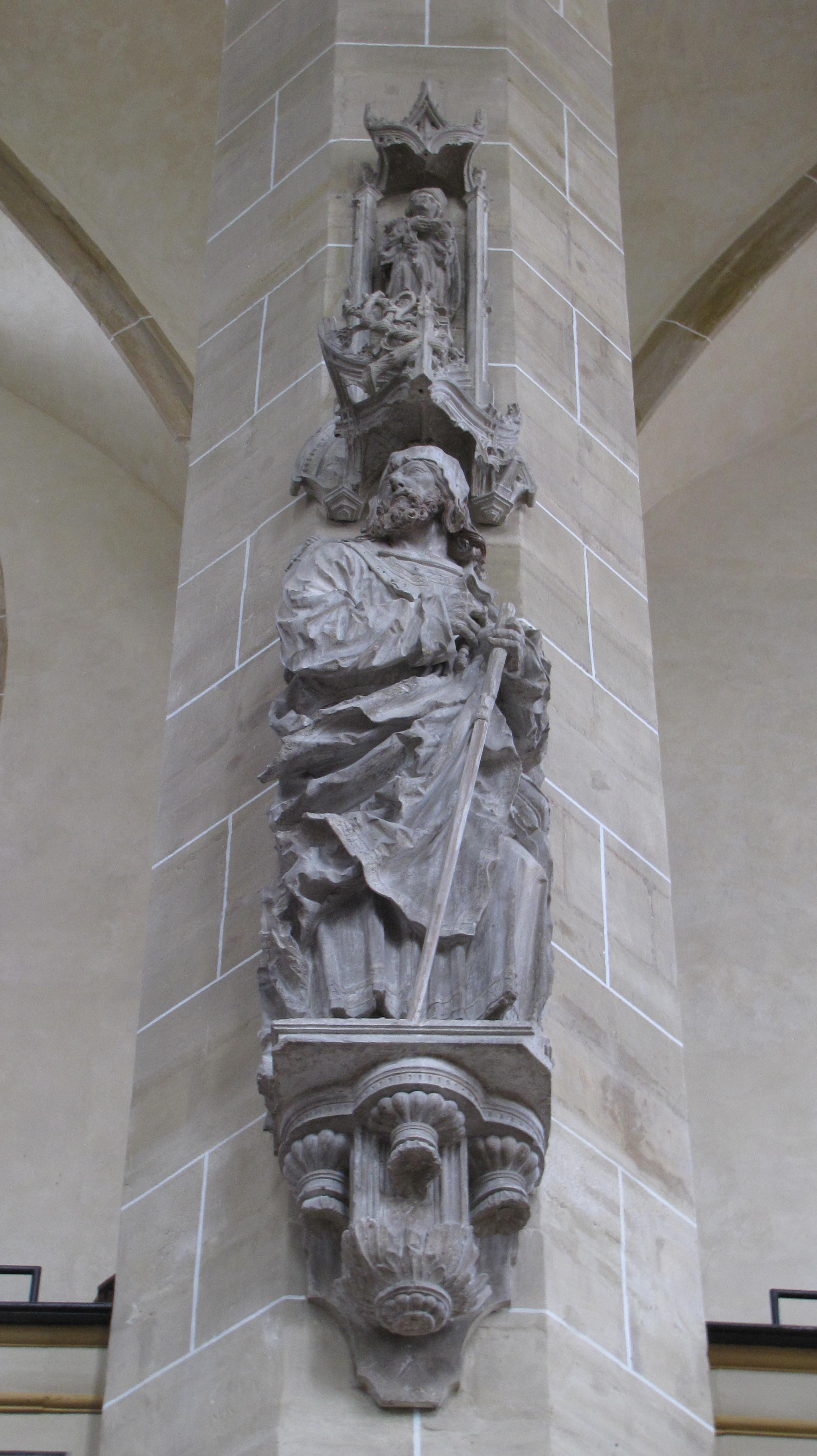
Pfeilerfigur Jakobus der Ältere

Der Dom liegt an einem Saalearm, am westlichen Rand der Altstadt. Die Kirche bildet neben der Neuen Residenz und der Moritzburg die Mitte der Saalefront und prägt wesentlich den Domplatz. Der gotische Kirchenbau ist 68 Meter lang, 20 Meter breit und 18 Meter hoch.
Die Architektur ist von strenger Regularität und in der Profil- und Maßwerkbildung betont schlicht. Von der nördlich gelegenen Klausur sind nur Reste eines gotischen Kreuzganges erhalten. Die welschen Giebel, die seit 1526 dem Bau sein äußeres Aussehen geben, waren ursprünglich mit Lilienfresken verziert. Das Motiv des Rundgiebels, wie es in italienischen Sakral- und Profanbauten vorkommt, tritt hier zum ersten Mal nördlich der Alpen auf.
Prägend für den Innenraum sind glatte, kapitelllose Achteckpfeiler und einfache Maßwerke in großen Spitzbogenfenstern. Ein Lettner teilte einst das acht Joche lange Kirchenschiff. Der Zyklus der Pfeilerstatuen von Peter Schro, aus der Schule von Hans Backoffen, gilt als eines der bedeutendsten Werke deutscher Bildhauerei des 16. Jahrhunderts. Die 17 überlebensgroßen Figuren, vollendet 1525, stellen Christus und die Apostel (einschließlich Paulus), den Bistumspatron Mauritius und die Heilige Maria Magdalena dar. Die Figur des heiligen Erasmus ist nach dem barocken Orgeleinbau völlig aus dem Blickfeld gedrängt. Eine achtzehnte Figur (vermutlich der Heiligen Ursula) ist ganz verloren gegangen. Bemerkenswert sind auch die Renaissanceportale: das südöstliche Eingangsportal zur Kirche, das Portal zur Sakristei und der Torso im Westen des Innenraums. Die Kanzel stammt aus dem Jahr 1526. Sie zeigt an der Treppenwange die Kirchenväter, am Kanzelkorb die Briefschreiber aus dem Neuen Testament. Darunter ist neben den vier Evangelisten mit ihren Attributen gleichberechtigt Mose mit den Gesetzestafeln dargestellt. Der große Schaualtar im Chorraum wie auch alle Emporen sind Zeugen jener Zeit, als der Dom als Hof- bzw. Schlosskirche genutzt wurde. Sie wurden in den 1660er Jahren eingebaut. Die Südempore ist jedoch über eine Wendeltreppe zu erreichen, die noch aus der Renaissancezeit stammt und damals wohl zu einer erhöhten Sänger- oder Musikantengalerie geführt haben mag.
Außerdem gehören zur Innenausstattung wertvolle Grabsteine und Epitaphien, darunter ein um 1380 entstandener ganzfiguriger Grabstein einer Mutter mit Kind und ein Epitaph von 1620 eines Magdeburger Meisters. Zwei aufwändig gestaltete Weihetafeln berichten vom Umbau der Kirche durch Kardinal Albrecht. Beide stammen aus dem Jahre 1523.

## Orgeln

### Hauptorgel

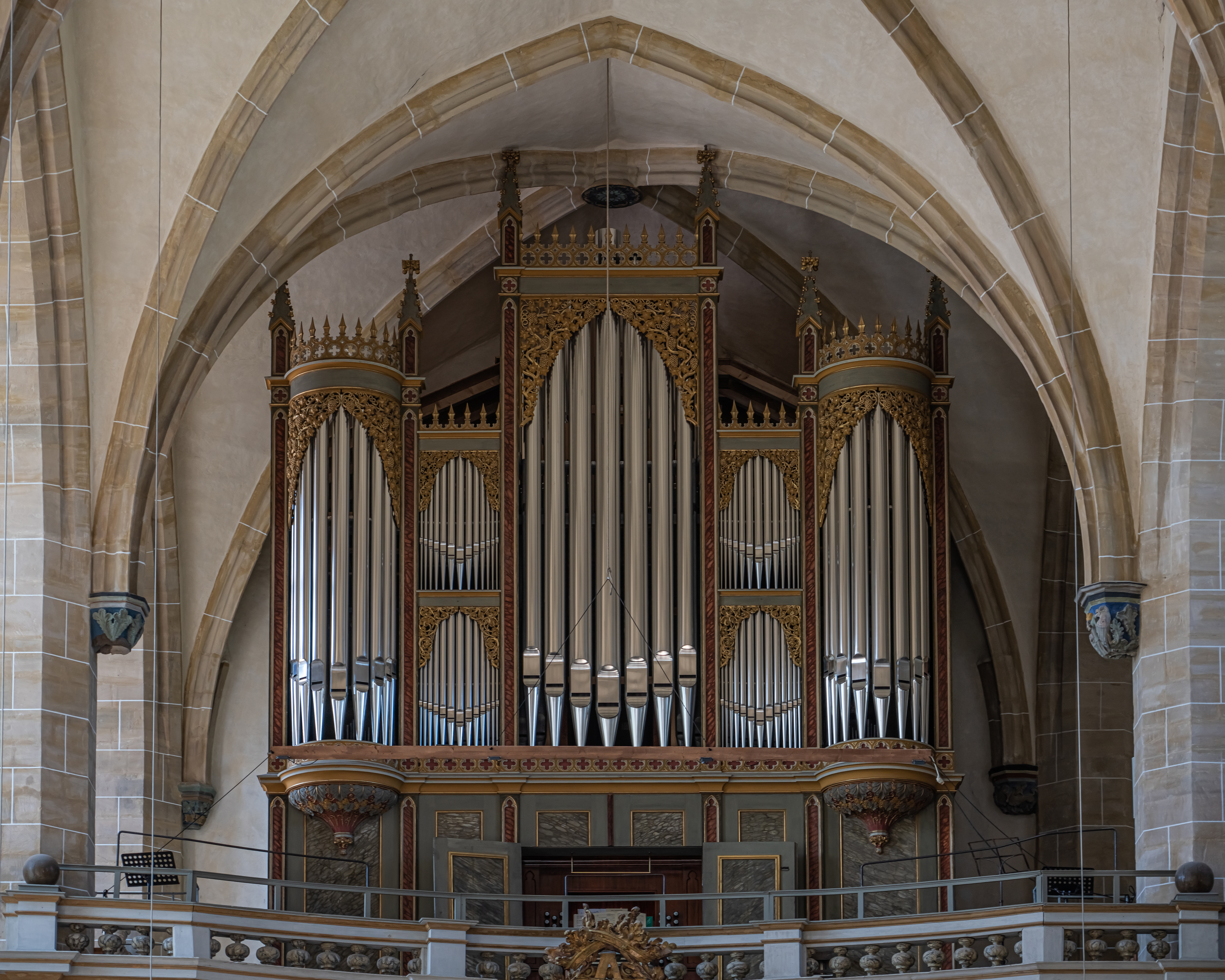
Wäldner-Orgel im Halleschen Dom

Die erste Domorgel stammte aus dem Jahre 1667, erbaut von Christian Förner (Wettin), an der auch der junge Georg Friedrich Händel in den Jahren 1702 und 1703 als Organist der Domgemeinde musizierte. Von 1847 bis 1851 schufen der in Halle ansässige Orgelbaumeister Friedrich Wilhelm Wäldner und sein Sohn August Ferdinand Wäldner, die ihre Werkstatt unweit des Doms in der Kleinen Klausstraße 15 hatten, eine neue Orgel mit 33 Registern.
Sie wurde im Laufe der Zeit mehrfach verändert: 1922 erhielt sie neue Prospektpfeifen und Zungenregister (Rühlmann), 1946, 1956 und 1972 erfolgten Umdisponierungen im neobarocken Sinne. Mangelnde Pflege und ausbleibende Reparaturarbeiten durch fehlende finanzielle Mittel ließen die Orgel nach der deutschen Wiedervereinigung allmählich verstummen.
In den Jahren 2017 und 2018 folgte eine umfassende Restaurierung und Rekonstruktion mit einem Volumen von 600.000 Euro; sie wurde vorgenommen von der Orgelwerkstatt Wegscheider aus Dresden und der halleschen Restauratorin Kerstin Klein; am 24. Dezember 2018 erklang die Orgel erstmals wieder. Seitdem hat das Instrument wieder seine ursprüngliche Disposition, die nachweislich von August Gottfried Ritter stammt:
| I Hauptwerk C–f3 |                |         |
| 1.               | Principal      | 16′     |
| 2.               | Principal      | 08′     |
| 3.               | Viola da Gamba | 08′     |
| 4.               | Hohlflöte      | 08′     |
| 5.               | Rohrflöte      | 08′     |
| 6.               | Gedacktquinte  | 05 1⁄3′ |
| 7.               | Principal      | 04′     |
| 8.               | Rohrflöte      | 04′     |
| 9.               | Quinte         | 02 ⁄3′  |
| 10.              | Principal      | 02′     |
| 11.              | Mixtur IV      | 02′     |
| 12.              | Cornett III–IV |         |
| 13.              | Trompete       | 08′     |

| II Oberwerk C–f3 |                    |     |
| 14.              | Bordun             | 16′ |
| 15.              | Geigen-Principal 0 | 08′ |
| 16.              | Salicional         | 08′ |
| 17.              | Gedackt            | 08′ |
| 18.              | Flauto traverso    | 08′ |
| 19.              | Flauto amabile     | 04′ |
| 20.              | Geigen-Principal   | 04′ |
| 21.              | Salicional         | 04′ |
| 22.              | Gedackt            | 04′ |
| 24.              | Scharff IV         |     |

| Pedal C–d1 |              |         |
| 25.        | Untersatz    | 32′     |
| 26.        | Principalbaß | 16′     |
| 27.        | Violonbaß    | 16′     |
| 28.        | Subbaß       | 16′     |
| 29.        | Rohrquinte   | 10 2⁄3′ |
| 30.        | Gedacktbaß   | 08′     |
| 31.        | Principalbaß | 08′     |
| 32.        | Principalbaß | 04′     |
| 33.        | Posaune0     | 16′     |

- Koppeln: II/I, I/P, II/P
- Sperrventile I, II, P
- Windladenart: mechanische Schleiflade
- Balganlage: 5 Einfaltenbälge (rekonstruktiert)
- Farbfassung: August Oetken 1907
- Winddruck: Manuale 77 mmWS, Pedal 96 mmWS
- Stimmtonhöhe: 444 Hz bei 17,7 °C
- Anmerkungen:

1. ↑  Durchschlagendes Zungenregister.

### Chororgel
Weiterhin befindet sich eine Orgel, die 1799 von dem Leipziger Universitätsorgelbauer Johann Gottlob Ehregott Stephani mit elf Registern auf einem Manual und Pedal für die Kirche des 1968–1971 weggebaggerten Dorfes Kreudnitz erbaut wurde, im Dom. Das Instrument ist rein mechanisch und besitzt Schleifladen. Sie wurde der Domgemeinde 2008 von der evangelisch-lutherischen Kirchengemeinde Rötha/Sachsen als Leihgabe für zunächst 25 Jahre zur Verfügung gestellt. Die Orgel war im Vorfeld einer Kirchensanierung in Rötha überflüssig geworden; die Firma Wegscheider baute sie, um ihre drohende Entsorgung zu verhindern, ab und bekam die Möglichkeit, sie in der Marienkirche Stralsund für allfällige Interessenten zur Schau zu stellen. Dort entdeckte der Prorektor der Kirchenmusikschule Halle sie, woraufhin sie, aufgrund des damals miserablen Zustandes der Wäldner-Hauptorgel, den Weg in den halleschen Dom fand. Die Stephani-Orgel ist zwar spielbar, jedoch sanierungsbedürftig; eine Restaurierung wird derzeit geplant. Die Disposition ist folgende:
| I Hauptwerk C–d3 |             |       |
| 1.               | Principal D | 8′    |
| 2.               | Bordun      | 8′    |
| 3.               | Gedact      | 8′    |
| 4.               | Principal   | 4′    |
| 5.               | Kleingedact | 4′    |
| 6.               | Octave      | 2′    |
| 7.               | Quinte      | 1 ⁄2′ |
| 8.               | Süfflöte    | 1′    |
| 9.               | Mixtur III  |       |

| Pedal C–c1 |              |     |
| 10.        | Subbaß       | 16′ |
| 11.        | Principalbaß | 08′ |

- Koppeln: I/P